# Ott Christoph Hilgenberg

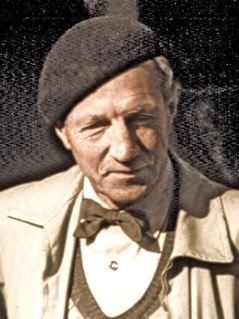
Ott Hilgenberg (1975)

Ott Christoph Hilgenberg (* 18. Januar 1896 in Grebenstein bei Kassel; † 21. September 1976 in West-Berlin) war ein promovierter deutscher Ingenieur, Geowissenschaftler und Begründer der Expansionstheorie der Erde.

## Leben
Ott Christoph Hilgenberg war das jüngste von vier Kindern. Sein Vater Hermann war Leiter des Raiffeisen-Kornhauses in Hanau und starb schon 1902. Die Mutter Marie sorgte für eine gute Ausbildung der Kinder. Unmittelbar nach seinem Abitur im Jahre 1914 an der Oberreal-Schule I in Kassel nahm Hilgenberg als Frontsoldat vier Jahre lang am Ersten Weltkrieg teil. Ein Schuss durch das linke Knie heilte ohne Folgen, ein geplatztes Trommelfell verursachte einen bleibenden Hörschaden. Er wurde mit dem Verwundetenabzeichen und dem Eisernen Kreuz II ausgezeichnet.
Ab 1919 studierte er Elektromaschinenbau an der Technischen Hochschule Berlin mit Hilfe eines Stipendiums seiner ehemaligen Schule, beendete das Studium 1922 als Diplom-Ingenieur und blieb bis 1924 als Assistent an der TH Berlin.
In den folgenden vier Jahren fand Hilgenberg in den USA zu seiner eigentlichen Berufung: der Geophysik. Als Messtruppführer mit geophysikalischen Messinstrumenten bei der Erdölexploration in Texas und Neu-Mexiko arbeitete er eng mit Geologen und Geophysikern zusammen, mit denen er die gemessenen seismischen Signale aus der Tiefe für die Suche nach eventuell erdölführenden Schichten interpretierte. Dabei erfuhr er außerordentliche Schwierigkeiten, zumal sichere Unterscheidungskriterien nicht existierten. Das war der Hauptgrund für seine spätere gesteinsphysikalische Forschung an der TH Berlin. Aus dem gleichen Grund wurde er von mehreren TH-Professoren mit Sachspenden und Laborräumen unterstützt, da sie die Bedeutung seiner Forschung für verbesserte Fundraten der Lagerstättenforschung und Rohstoffsuche erkannt hatten.
Seine Schrift Vom wachsenden Erdball hatte Ott Christoph Hilgenberg Ende der zwanziger Jahre noch zu Lebzeiten Alfred Wegeners begonnen. Sie war als Zuarbeit und Ergänzung zu Wegeners Theorie der Kontinentalverschiebung gedacht. Dessen unerwarteter Tod 1930 veranlasste Ott Christoph Hilgenberg, dem großen Vorbild Wegener seine eigene Arbeit Vom wachsenden Erdball posthum zu widmen. Mit vier Modellgloben zeigte Hilgenberg – als Erster –, wie alle Festländer der Erde nahtlos als geschlossene Erdkruste aneinander passen, wenn der Erddurchmesser etwa halb so groß ist wie heute. 1933 veröffentlichte er seine Erkenntnisse Vom wachsenden Erdball.
1929 lernte er seine spätere Lebensgefährtin Hanni Drewer kennen. Sie kümmerte sich 46 Jahre lang um ihn. Ihre Tochter Helge wurde 1932 geboren. Von 1934 bis 1938 war er Assistent und Lehrbeauftragter am Lehrstuhl für Getriebelehre an der TH Berlin. Eine akademische Karriere scheiterte an seiner Weigerung, NSDAP-Mitglied zu werden. Seine erste Doktorarbeit Über Strömungsversuche mit Senken und Quellen, die das Wesen der Schwerkraft grundlegend erklären wurde 1938 von der Fakultät für Maschinenwesen zurückgewiesen, hauptsächlich weil seine Auffassung von Äther und Schwerkraft nicht mit Albert Einsteins Relativitätstheorie im Einklang stand.
Im Zweiten Weltkrieg arbeitete Ott Christoph Hilgenberg an der Bibliothek der TH Berlin. Als Volkssturmmann war er in den letzten Kriegstagen zum Schutz der TH Berlin eingesetzt. Er erhielt einen Steckschuss in den linken Arm. Der Arm war daraufhin zeitweilig gelähmt. Nach Kriegsende holte er in Eigenleistung mehrere LKW-Ladungen mit Tausenden von evakuierten TH-Büchern aus der sowjetisch-besetzten Zone nach Westberlin an die neue Technische Universität Berlin zurück. Es konnte durch geschickte Verhandlungen auch wertvolle ausgelagerte Bücher von der Britischen Schutzmacht zurückerhalten. Als er für diese Leistungen einige Jahre später für das neue Bundesverdienstkreuz vorgeschlagen werden sollte, zeigte er kein Interesse.
Von 1947 bis 1950 war er Oberbibliothekar an der Staatsbibliothek Unter den Linden im Ostsektor Berlins. In dieser Zeit arbeitete er auch an seiner Dissertation Die Bruchstruktur der Erdrinde und promovierte 1948 an der TU Berlin zum Dr.-Ing. Als Westberliner wurde er 1950 aus dem Bibliotheksdienst der DDR entlassen.
Bis zu seinem Lebensende arbeitete er als freier Forscher. Die TU Berlin stellte ihm in der ganzen Zeit am Institut für Geologie und Paläontologie einen Arbeitsraum für seine wissenschaftliche Arbeit zur Verfügung. Während seiner TH- und späteren TU-Tätigkeit wurde er stets auch von Professoren der Geologie unterstützt, darunter Heinrich Quiring und Werner Zeil, einem langjährigen Anhänger der Erdexpansion. Neben vielen Veröffentlichungen erschien 1974 sein Hauptwerk Geotektonik, neuartig gesehen. Am 21. September 1976 starb Ott Christoph Hilgenberg an Herzversagen.
Hilgenbergs Originalgloben existieren nicht mehr. Die von Giancarlo Scalera nachgebauten vier Modellgloben befinden sich heute im Museo di geofisica di Rocca di Papa nahe Rom.

## Schriften (Auswahl)

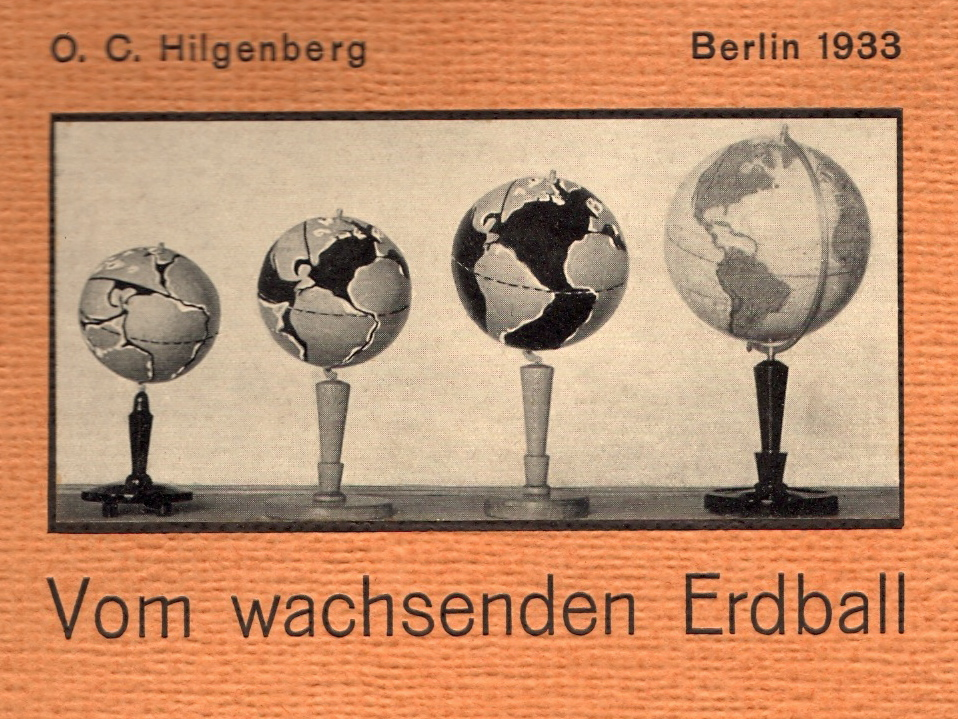
Hilgenbergs Globen zur Erdexpansion

- Vom wachsenden Erdball. Giessmann & Bartsch, Berlin 1933, 56 S. (online).
- Die Bruchstruktur der Erdrinde, insbesondere von Grönland, verglichen mit dem Schwächenetz von spröden Prüfkörpern. Dissertation, Technische Universität Berlin, Fakultät f. allgem. Wiss., 8. Januar 1948. Veröffentlicht als: Die Bruchstruktur der sialischen Erdkruste. Akademie Verlag, Berlin 1949, 106 S.
- Bestätigung der Kennedy-Channel-Scherung durch die Bruchstruktur von Grönland und Nordost-Kanada. Evidence of the Kennedy Channel Shear by the Fracture Patterns of Greenland and Northeastern Canada (= Geotektonische Forschungen. Nr. 22). E. Schweizerbart, Stuttgart 1966, 74 S., 3 Karten.
- Geotektonik, neuartig gesehen. E. Schweizerbart, Stuttgart 1974, 194 S., 42 Abb., 6 Tabellen, 2 Beilagen, ISBN 978-3-510-50011-6 (Inhaltsverzeichnis).